# Maxillaria palmifolia
Maxillaria palmifolia är en orkidéart som först beskrevs av Olof Swartz, och fick sitt nu gällande namn av John Lindley. Maxillaria palmifolia ingår i släktet Maxillaria och familjen orkidéer. Inga underarter finns listade i Catalogue of Life.

## Bildgalleri

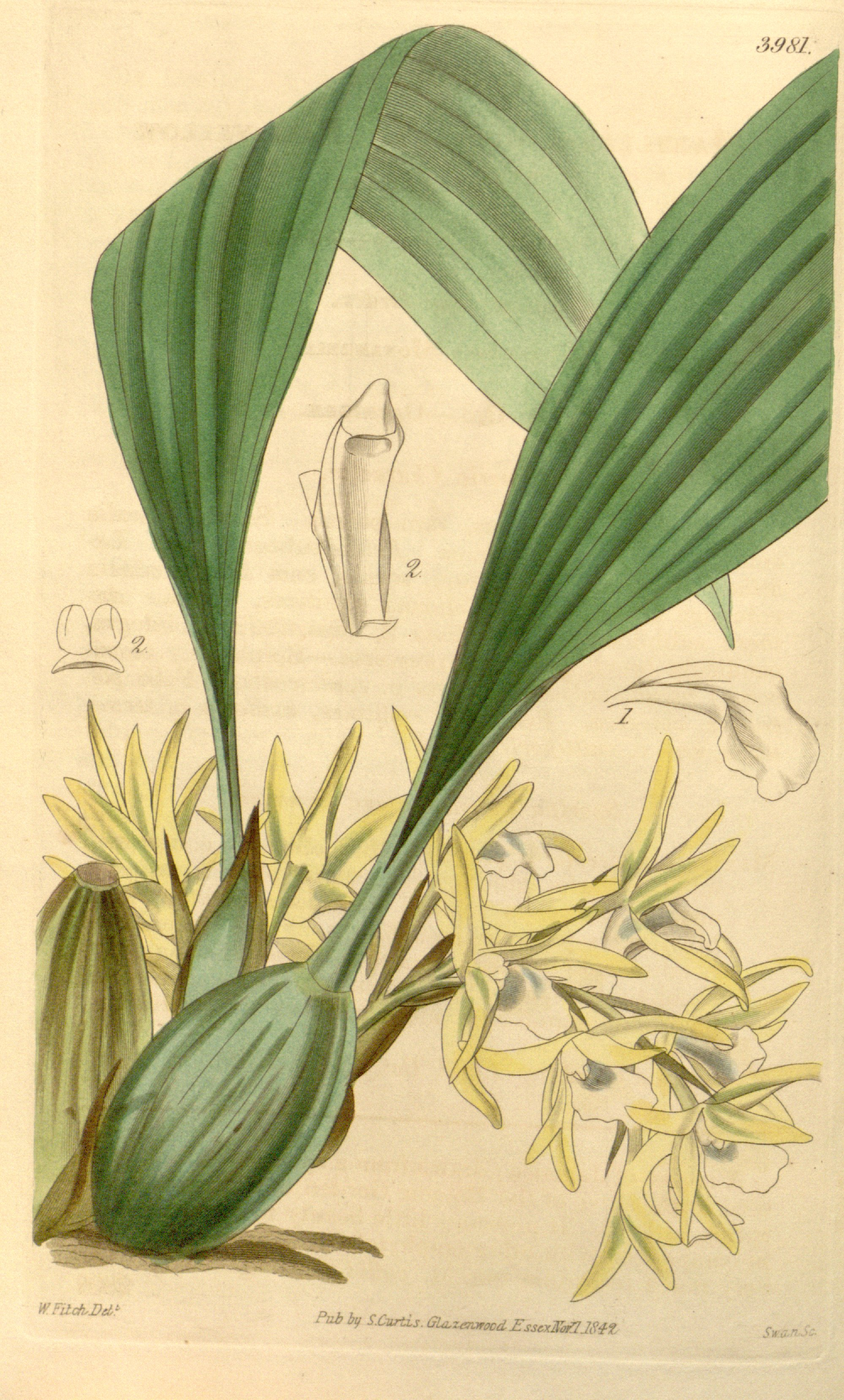